# Massimo Maccarone
Massimo Maccarone (Galliate, 6 de setembro de 1979) é um ex-futebolista italiano que atuava como atacante. 
Maccarone tornou-se conhecido, principalmente, em março de 2002, quando foi o primeiro jogador da Serie B convocado para a Seleção Italiana, após mais de vinte anos. Também é conhecido como Big Mac.

## Carreira

### Inicio
Maccarone iniciou sua trajetória no futebol aos dezesseis anos, no Milan. Sem chances no elenco, foi emprestado ao Prato e, posteriormente ao Varese. Tendo se destacado mais no primeiro, acabou retornando como co-propriedade, permanecendo durante uma temporada, tendo marcado vinte vezes em vinte e oito partidas.

### Empoli
Recebeu uma proposta para se transferir para o Empoli, onde conseguiu manter o nível de atuações da temporada no Prato. Esteve presente no Campeonato Europeu Sub-21 de 2002, onde foi artilheiro com três gols, ganhando projeção internacional e, logo, propostas de diversos clubes. Maccarone aceitou uma proposta de treze milhões de euros do Middlesbrough.

### Boro
De início, Maccarone foi importante no elenco do Boro, mas após duas temporadas, foi emprestado ao Parma e, sem muitas oportunidades, repassado ao Siena. Retornou ao término da temporada e, passou a ser reserva da equipe, mas sendo decisivo nas partidas da Copa da UEFA, onde seu time chegou nas finais, mas ficando com o vice. Maccarone foi muito elogiado por seus companheiros.
Na temporada seguinte, ficou apenas meia temporada, quando foi liberado para assinar com o Siena. Na clube, teve participações importantes, sendo o principal nome da equipe no período que permaneceu, mas não conseguindo evitar o rebaixamento do clube para a Serie B. Após ficar livre do Siena, acertou um contrato de três temporadas com o Palermo. Porém, não demonstrando o mesmo desempenho de sua passagem pelo Siena, foi liberado para se transferir em 24 de janeiro de 2011 à Sampdoria. No entanto, não teve o mesmo desempenho em sua passagem, e, após completar um ano na equipe, se transferiu por empréstimo para o Empoli.